# Лавренчук Віталій Вікторович
Віта́лій Ві́кторович Лавренчу́к (1976—2014) — підполковник (полковник — посмертно) Збройних сил України, учасник російсько-української війни.

## Життєпис
Народився 1976 року у місті Грозний в родині військовослужбовців.
У 1993 році Віталія зараховано до військового училища в місті Кам'янці-Подільському. У 1996-му він звільнився в запас, а через рік був призваний на військову службу за контрактом.
Згодом продовжив навчання на військово-інженерному факультеті при Кам'янець-Подільському державному аграрно-технічному університеті, який закінчив у 1998 році. Після отримання диплома Віталій був зарахований у розпорядження начальника Генерального Штабу Збройних Сил України.
Закінчив Національний університет оборони України у місті Києві.
16 вересня 2014 року досвідчений кадровий офіцер, підполковник Управління оперативного командування «Північ» Збройних Сил України Віталій Лавренчук був направлений до зони проведення антитерористичної операції у складі оперативної групи штабу антитерористичної операції в секторі «М» на території Донецької області.
Офіцер виконував завдання в зоні АТО з перших днів після її початку. Підполковник Віталій Лавренчук займався забезпеченням блокпостів, опорних пунктів і базових таборів інженерним обладнанням.
Під час виконання інженерних робіт на одному з блокпостів наших військовиків обстріляли сепаратисти з мінометів. Тоді кілька бійців зазнали поранень, а підполковника вбито на місці 20 вересня 2014 року.
У Віталія залишилися молодша сестра Катерина, дружина Оксана Володимирівна та двоє дітей — донька Владислава 2003 р.н. та син Ілля 2013 р.н., яких він не встиг перевезти до нового місця своєї служби в місто Рівне.
Поховали підполковника 24 вересня 2014 р. в селі Малий Вишнопіль Старокостянтинівського району Хмельниччини, де проживають його батьки.

## Нагороди і вшанування
- 15 травня 2015 року — за особисту мужність і героїзм, виявлені у захисті державного суверенітету та територіальної цілісності України, вірність військовій присязі під час російсько-української війни, відзначений — нагороджений орденом Богдана Хмельницького III ступеня (посмертно).
- Його портрет розміщений на меморіалі «Стіна пам'яті полеглих за Україну» у Києві: секція 4, ряд 7, місце 26